# 新糸満造船
新糸満造船株式会社（しんいとまんぞうせん）は、沖縄県糸満市に本社・事業所を置く造船・船舶修繕事業者である。

## 概要
糸満港に最大収容能力2,000GTの造船所を設置し、沖縄県内航路に就航する旅客船や貨物船、各種作業船や官公庁船などの定期検査・修繕を行っている。
現事業所は、2006年（平成18年）8月に旧工場から移転し、操業を開始したものである。それまで沖縄県内の離島航路船の定期検査が県内ではできず、本土の造船所に依存していた状況を改善するため、離島航路船の修繕が可能な設備を備えた新工場として建設された。
現事業所は、船舶の上下架設備として、通常の傾斜船台やドックではなく、船体をリフトで垂直に上下させる昇降装置「シンクロリフト」を使用している。このシンクロリフトは国内最大の揚降能力を有している。
国土交通省による舶用内燃機関サービス・ステーション（SS）の証明を取得している。

## 主要設備
- 船台・修繕ドック
  - No1：長さ84.9m×幅25m 収容能力2,000GT[3][6]
  - No2：長さ84.9m×幅25m 収容能力999GT[3][6]
- シンクロリフト：揚降能力5,000GT[3][4]
- 係船岸壁・桟橋
  - 1号：長さ100.0m×深さ5.5m 係船能力2,000GT[6]
  - 2号：長さ90.0m×深さ5.5m 係船能力2,000GT[6]
  - 3号：長さ90.0m×深さ4.0m 係船能力500GT[6]

船台・修繕ドックへの船体の上下架はシンクロリフトを介して行う。入渠船はリフトにより水平状態のまま水中から陸上の船台のレベルまで垂直に持ち上げられた後、牽引されて船台・修繕ドック内の上架位置まで移動する。出渠船はこの逆である。引き揚げ船台やドックに比べ、上下架の所要時間が短く、迅速に上下架ができる。また、船台・修繕ドックは、一般的な船台とは異なり水平で、ドックとも異なり上架位置周囲は広く開放されていることから、作業性に優れている。

## 沿革
- 1953年（昭和28年）10月 - 糸満市において、個人事業として糸満造船を開業[1]。
- 1966年（昭和41年）4月 - 株式会社に組織変更。糸満造船（株）設立[1]。
- 1973年（昭和48年）2月 - 新糸満造船（株）設立[1]。糸満造船（株）の事業を承継。
- 2006年（平成18年）8月 - 新工場を建設し移転[1][2]。シンクロリフトシステム導入[1][2]。